# NGC 2653
NGC 2653 est une paire d'étoiles rapprochées située dans la constellation de la Girafe. L'astronome allemand Wilhelm Tempel a enregistré la position de ces deux étoiles le 18 aout en 1882.